# Barbara Vidic
Barbara Vidic, slovenska slikarka, * 1951, Ljubljana, † 2007, Maribor
Barbara Vidic, hči slikarja Janeza Vidica in sestra ilustratorja Matjaža Vidica (1947—1998), je leta 1985 diplomirala na Akademiji za likovno umetnost v Ljubljani. Kasneje je na isti ustanovi zaključila še restavratorsko specialko (magisterij) pri profesorju Francetu Kokalju. Včlanjena je bila v Društvo likovnih umetnikov Maribor in Zvezo društev slovenskih likovnih umetnikov. Živela in ustvarjala je v Mariboru in Dragotincih.
Njena življenjska pot se je končala s samomorom.